# Bon Scott
Bon Scott, egentligen Ronald Belford Scott, född 9 juli 1946 i Forfar, Angus, Skottland, död 19 februari 1980 i London, var en australisk sångare och låtskrivare, mest känd som sångare i det australiska rockbandet AC/DC från oktober 1974 fram till sin död 1980.

## Biografi
Då Scott var sex år gammal emigrerade familjen till Australien där hans uppväxt blev trasslig. Han slutade skolan vid 15 års ålder och dömdes till slut till nio månader i ungdomsfängelse, bland annat för stöld av bensin. En anställning i armén slutade med avsked. Under andra korta anställningar som bland annat brevbärare, truckförare och bartender kom musiken att ta allt större plats. Han spelade trummor och sjöng i flera garagerockband som dock aldrig blev kända med undantag av The Valentines. Under denna tid blev han den första artisten i Australien att anklagas för innehav av marijuana.
År 1974 ersatte Scott Dave Evans som sångare i AC/DC; bandet som han tillhörde fram till sin död 1980. Med bandet utgav han flera album som anses klassiska, bland annat Let There Be Rock och Highway To Hell. Det var med det senare albumet, som kom att bli Scotts sista med gruppen, som gruppen nådde riktig internationell uppmärksamhet. Back in Black, utgivet 1980, utgavs som en hyllning till Scott.

## Död
En februarikväll 1980 förlorade Scott medvetandet på klubben Music Machine i London, som numera heter KOKO. Under natten lämnade vännen Alistair Kinnear honom halvt medvetslös i en bil på 67 Overhill Road i East Dulwich för att han skulle sova ruset av sig. Påföljande morgon påträffade vännen honom livlös och Scott togs till King's College Hospital i Camberwell, där han dödförklarades vid ankomsten. Den fastställda dödsorsaken var akut alkoholförgiftning. Scott kremerades och hans aska begravdes av hans familj i Fremantle i Australien. Scott står här staty i parken The Esplanade, liksom i Kirriemuir i Skottland.